# Helix (groupe)
Pour les articles homonymes, voir Helix.
Helix est un groupe de heavy metal canadien, originaire de Kitchener, en Ontario. Brian Vollmer, le chanteur principal, est le seul membre permanent du groupe. Helix a joué en tournée avec des groupes tels que Kiss, Aerosmith, Rush, Mötley Crüe, Alice Cooper, Whitesnake, Night Ranger, Heart, Quiet Riot, W.A.S.P., Ian Gillan et Motörhead.

## Biographie

### Débuts (1974-1982)
Helix est formé en 1974 lors d'un concours de bras de fer à Kitchener, en Ontario, par le batteur Bruce Arnold. Le groupe est à l'origine un sextuor, qui comprenait Arnold, le chanteur Brian Vollmer, les guitaristes Ron Watson et Rick « Minstrel » Trembley, le claviériste Don Simmons, et le bassiste Keith « Bert » Zurbrigg, qui portait toujours son tuxedo fétiche sur scène. Le groupe se nomme initialement The Helix Field Band, qui sera plus tard raccourci en Helix. Trembley quitte quelques mois après, et le groupe devient un quintette. Peu après, Helix joue à quelques concerts de Del Shannon au Canada. Cependant, la formation originale se sépare en 1976, et trois nouveaux membres font leur entrée. Les remplaçants Simmons, Watson et Arnold sont les guitaristes Brent « The Doctor » Doerner et Paul Hackman, qui resteront au sein de Helix dans les années 1980, et le batteur Brian Doerner, le frère jumeau de Brent. Brian Doerner ne reste que pendant quatre ans, mais revient par la suite en tant que guest avant de se joindre au groupe Saga en 2005.
Sous l'aile de William Seip, Helix publie deux albums indépendants sur H&S Records, intitulés Breaking Loose et White Lace and Black Leather, en 1979 et 1981 respectivement. Pendant les sessions d'enregistrement de Breaking Loose, Helix enregistre une reprise de la chanson Thinkin' It Over de Del Shannon, qui restera non publiée jusqu'à la publication en 1999 de l'album B-Sides. Leur deuxième album, White Lace and Black Leather, fait participer le batteur Leo Niebudek qui remplace Brian Doerner. Michael J. Fox auditionne pour remplacer le bassiste Keith Zurbrigg, mais la place sera prise par Mike Uzelac. Zurbrigg parti, Brian Vollmer reste le seul membre original.

### Succès (1983-1989)
Après son changement de nom, Helix signe au label Capitol Records, après avoir été rejeté trois fois. En 1983, ils publient No Rest for the Wicked, avec Greg « Fritz » Hinz (ex-Starchild) à la batterie. L'album contient la vidéo à succès de la chanson Heavy Metal Love, qui contient leur nouveau look. Sous les conseils de Seip, Helix jettent leurs t-shirts et jeans pour des habits en cuir afin de rester d'actualité. La tournée qui suit assiste au départ de Mike Uzelac, dont l'usage des drogues devenait problématique pour le groupe, qui est remplacé par Peter Guy, originaire de London, en Ontario. Guy, incapable d'aller aux États-Unis à cause d'une affaire de drogues, est remplacé par Uzelac à la fin de la tournée. Mark Rector, originaire de Kitchener, le remplace à la basse. Il part à la fin de la tournée. Avec l'arrivée du bassiste Daryl Gray, le groupe publie en 1984 l'album Walkin' the Razor's Edge (en), qui se vend à 10 000 exemplaires au Canada, et à 400 000 exemplaires à l'international. L'album contient le célèbre Rock You et une reprise de la chanson (Make Me Do) Anything You Want du groupe A Foot in Coldwater (en) (1970-1981).
En 1985, Helix publie son cinquième album Long Way to Heaven, comprenant les singles Deep Cuts the Knife et The Kids are All Shakin'. L'album permet au groupe de tourner en Suède, devenant ainsi le premier groupe canadien à faire une tournée complète en Suède. Finalement, il atteint la première place des classements dans le pays. L'année suivante, leur chanson It's Too Late devient la bande originale du film Iron Eagle.
Long Way to Heaven est suivi en 1987 par l'album Wild in the Streets, qui comprend le single-titre et la reprise de la chanson Dream On de Nazareth. Une chanson de l'album, She's Too Tough, est écrit par Joe Elliot, chanteur de Def Leppard. L'enregistrement de Wild in the Streets, effectué en Angleterre par Mike Stone, est de nombreuses fois repris et remixé. L'album est certifié disque d'or au Canada, mais il est classé 179e au Billboard 200 aux États-Unis.
Capitol publie à la fin de 1989 sa première compilation de Helix, Over 60 minutes with..., qui comprend des chansons exclusives et remixées. À la fin de la décennie, Brent Doerner quitte le groupe, fatigué des trajets des tournées. Helix est alors un quatuor.

### Changement et tragédie (1990-2003)
Helix débute les années 1990 avec la sortie de l'album Back for Another Taste, auquel Doerner contribue à l'écriture et aux morceaux de guitare. En tournée, Helix recrute son premier membre américain, Denny Balicky. En tant que membre de tournée, Balicky ne participe pas aux vidéos du groupe, mais participe significativement au Walzing With Helix de MuchMusic, qui retrace la tournée européenne du groupe avec Sacred Reich et Ian Gillan. Balicky apparait aussi dans le documentaire 30 Years of Helix: No Rest for the Wicked après avoir changé de nom pour Denny Blake. Après la tournée, Vollmer et Hackman se lancent dans l'écriture de chansons avec l'intention d'enregistrer un nouvel album du groupe,  et un album solo de Vollmer. Entretemps, The Early Years est publié par le label A&M Records, et contient leurs deux premiers albums indépendants en format CD pour la première fois. Helix tourne de temps à autre.
Le 5 juillet 1992, Paul Hackman, qui ne portait pas sa ceinture, est tué à la suite de plusieurs tonneaux de leur van après un concert à Vancouver,. Essayant de se remettre de cette tragédie, Vollmer se regroupe encore une fois avec Brent Doerner, et recrute l'ancien guitariste de Brighton Rock, Greg Fraser. Vollmer publie les chansons qu'il a enregistré pour son album solo, sous le titre collectif de It's a Business Doing Pleasure (chez Aquarius Records Canada en 1993). Il contient la chanson That Day Is Gonna Come, dédiée à Hackman. Doerner y joue de la batterie.
Brent Doerner quitte le groupe pour la deuxième fois après le concert It's a Business Doing Pleasure. Helix doit alors rapidement le remplacer par Gary Borden (ex-Ray Lyell), Mark Chichkan (ex-Mindstorm) et Rick Mead (ex-Sire). En 1996, Greg Fraser et « Fritz » quittent à leur tour le groupe. Brian Vollmer et Daryl Gray recrutent alors le batteur Glen « Archie » Gamble en 1997.
Pour se renouveler, Helix enregistre cinq nouvelles chansons publiées en 1998 sous le titre de half-ALIVE, produit par Daryl Gray. Vollmer publie aussi des compilations de hits et de chansons exclusives, ainsi qu'un premier album solo (When Pigs Fly, publié en 1999) sur son site web. Le groupe continue de jouer sur scène pendant cette période, aux côtés des nouveaux guitaristes qui jouent lorsqu'ils ont du temps libre. À plusieurs occasions, Mike Hall et Gerry Finn, de chez Killer Dwarfs, se joignent à Helix sur la route, aux côtés de Darren Smith, ancien batteur du groupe Harem Scarem, qui endossera le rôle de guitariste. Daryl Gray quitte le groupe en 2002 à cause de divergences personnelles avec Vollmer, laissant Brian le seul membre restant de la formation des années 1980. Avec l'aide de Glen Gamble, Vollmer recrute trois nouveaux membres afin de garder une formation stable : Jeff « Stan » Fountain replace Daryl Gray à la basse, Dan Fawcett à la guitare, et Shaun Sanders à la guitare. Ils jouent ensemble avec Gamble au London's Buffalo Brothers,.

### 30eannées d'existence
En 2004, année de la trentième année d'existence de Helix, le groupe publie plusieurs titres pour marquer l'occasion. Leur premier album studio depuis une décennie comprenant des chansons originales s'intitule Rockin' in My Outer Space. Deux compilations sont également publiées, Never Trust Anyone Over 30 aux États-Unis, et Rockin' You For 30 Years au Canada. Ces albums marquent la nouvelle formation de Helix qui est, pour la première fois depuis 1974, redevenu un sextuor : Vollmer, Gamble, Fountain, et les nouveaux membres Jim Lawson (ex-Cherry Smash, guitar), et les époux Rainer (guitare) et Cindy Wiechmann (guitare acoustique et chant). Vollmer découvre les Wiechmann à Terre-Neuve lorsqu'ils jouaient avec leur groupe KAOS à la tournée Long Way to Heaven de Helix.
Le groupe joue un concert spécial trentième anniversaire au Brantford Ontario's Sanderson Centre. Le concert fait participer les nouveaux et anciens membres du groupe. Les guests sont Ron Watson, Bruce Arnold, Keith « Bert » Zurbrigg, et Don Simmons de la formation de 1974, et Brent Doerner, Brian Doerner, Leo Niebudek, et Greg « Fritz » Hinz. Cette nuit est publiée en DVD sous le titre 30th Anniversary Concert.
En juillet 2005, Vollmer annonce l'entrée de Helix en studio d'enregistrement pour un nouvel album studio, et un album-reprise. L'album reprise est annoncé pour le printemps 2006 et se compose intégralement de chansons rock canadiennes. Au départ, le titre est Many Are Cold But Few Are Frozen, mais il ne sera jamais publié. Finalement, Brian Vollmer publie son autobiographie, Gimme an R, en décembre 2005. L'ouvrage parle des nombreux changements de formation, des difficultés auxquelles le groupe a fait face en trente ans de carrière, et des photos exclusives.

### Nouvelles activités (2005-2009)
À la fin de 2005, Glen « Archie » Gamble quitte Helix pour former son propre groupe, The Joys. Gamble est brièvement remplacé par Brian Doerner, qui reste dans le groupe pendant quelques mois. Après le départ de Gamble, Brian Vollmer s'occupe de manager Helix (booking, distribution). D'autres changements de formation s'effectuent en 2006 : Brian Doerner quitte à nouveau le groupe, pour jouer au sein de Saga. Il est remplacé par Brent « Ned » Niemi, ancien membre du groupe de metal progressif torontois THD. Helix tourne avec sa nouvelle formation, aux côtés d'Alice Cooper au Canada, avant le départ de Rainer et Cindy Wiechmann qui formeront leur propre groupe, Nail. Rainer est remplacé à la guitare par Rick VanDyk, originaire de Kitchener, ancien membre du local Zero Option. Finalement, le bassiste Jeff Fountain part aussi, et est remplacé par Paul Fonseca. VanDyk, Fonseca, et Niemi jouent ensemble à temps partiel dans un groupe dédié à Metallica appelé Sandman. Avec ces musiciens à bord, Helix utilisent le riff de la chanson Creeping Death de Metallica.
En octobre 2006, la chanson Heavy Metal Love devient la bande originale du film The Big Dirty. Cependant, la chanson est retirée à la dernière minute par Dean Cameron, président d'EMI Canada, car la chanson était distribuée par Universal, et non par EMI. Pour ce faire, Helix réédite Heavy Metal Love et l'inclut dans son EP Get Up!. La chanson originale est toujours la bande-originale du film, mais ne fait pas partie de la liste des titres.
En 2007, Helix réédite toutes les chansons issues de Get Up! et enregistrent quatre nouvelles chansons pour l'album The Power of Rock and Roll. Contrairement à l'EP, l'album est publié au Royaume-Uni et aux États-Unis. En juin la même année, Helix participe au Sweden Rock Festival. Une nouvelle chanson issue de The Power of Rock and Roll, intitulée Fill Your Head With Rock, devient le thème du festival. Après cet événement, en octobre 2008, Helix produit son premier album spécial Noël.
Brian Vollmer avait déjà joué des chansons pour un album à but caritatif intitulé Raising The Roof on Mary Immaculate, mais A Heavy Mental Christmas est le premier album spécial Noël du groupe.
À la fin de 2008, Helix se lance dans un nouvel album, leur douzième album, une suite de A Heavy Mental Christmas. Les enregistrements s'effectuent parallèlement aux changements de formation du groupe : En février 2009, Brent « The Doctor » Doerner rejoint le groupe pour la troisième fois. Sean Kelly, chanteur et guitariste du groupe torontois Crash Kelly, devient leur nouveau bassiste. Brent Niemi est remplacé à la batterie par Rob MacEachern du groupe Sven Gali, qui jouera de la batterie sur Get Up! et The Power of Rock and Roll durant l'absence de Niemi.
En février 2009, Vollmer se réunit avec les membres de la formation No Rest for the Wicked (Brent Doerner, Mike Uzelac et Greg Hinz) pour une enregistrer une nouvelle version de It's a Long Way to the Top d'AC/DC, qui paraîtra dans une compilation. Brent Doerner forme son propre groupe, My Wicked Twin, en featuring avec Brian Doerner, Mike Uzelac, et Shane Schedler (ancien membre du groupe Martyrs of Melody) ; ils publient leur premier album en janvier 2009.

### Réunions et nouvelles activités (depuis 2009)
Le 10 juillet 2009, après leur performance au Rocklahoma, Sean Kelly annonce son départ de Helix, pour devenir le nouveau guitariste de Nelly Furtado. Sa première date de tournée avec Furtado s'effectue à Mexico en septembre 2009. Après le départ de Kelly, Brian Vollmer se réunit avec les membres de la formation des années 1980 : Daryl Gray, Greg « Fritz » Hinz, et Brent Doerner. Pendant leurs premiers temps ensemble, Hinz explique que : « …c'est comme si on ne s'était jamais quittés. On est tous dans le mouvement. » Souhaitant réunir l'ancien groupe, Vollmer avoue être fatigué des changements de formation : « Daryl, Brent et Fritz ont toujours ‘été là, fait ça, portés les t-shirts’. Alors, je me suis dit ‘C'est quoi l'embrouille ? Pourquoi on se remettrait pas tous ensemble, comme ça me permettrait d'éviter un gros mal de crâne ?’... On s'aperçoit qu'on est mieux ensemble — et j'en avais marre de travailler avec de nouveaux venus. » Daryl Gray est le premier à jouer sur scène avec le groupe le 9 août 2009 à Lewisporte, en Terre-Neuve. Le départ de Jim Lawson est annoncé le 30 août 2009. Selon Vollmer, « Malheureusement, la distance entre Sudbury et là où est le groupe, c'est ce qui a fait le départ de Jim. » Kaleb « Duckman » Duck, originaire de Kitchener (membre de BraVurA), est recruté comme second guitariste. Rob MacEachern décline poliment l'invitation de Hinz.
Le nouvel album de Helix est d'abord intitulé It’s Rock Science, NOT Rocket Science!, puis renommé Vagabond Bones d'après une chanson coécrite avec Kelly,. Doerner, Gray et Hinz participent tous à l'album, avec Sean Kelly, Brent Niemi, Rob MacEachern et Russ « Dwarf » Graham de Moxy et Killer Dwarfs. Une tournée à l'ouest du Canada est effectuée en octobre 2009.
Brian Vollmer participe brièvement au deuxième film des Trailer Park Boys, Trailer Park Boys: Countdown to Liquor Day, sorti le 25 septembre 2009,. Helix joue à l'ouverture du Halifax Metro Centre. Le 15 août 2010, Vollmer annoncent deux nouveaux albums de Helix. Le premier, intitulé Smash Hits...Unplugged!, comprend des versions acoustiques rééditées des hits de Helix et une reprise de la chanson Touch of Magic de James Leroy. Le second album est une compilation intitulée Running Wild Tn the 21st Century, qui comprend des chansons de Helix et de Vollmer en solo datant de 1999–2010, incluant deux chansons inédites (The William Tell Overture et une chanson non titrée),. Il est prévu pour octobre 2010 mais repoussé à 2011, à cause de problèmes de droits lié à la reprise de la chanson It's a Long Way to the Top d'AC/DC. Elle sera remplacée par une chanson originale, ce qui mènera au retard de la sortie. En novembre 2010, Vollmer annonce un épisode pilote d'une série télévisée inspirée du groupe.
En 2012, Helix tourne pour huit dates à travers l'Ontario pour une mini-tournée spéciale Noël. Le guitariste Doerner quitte le groupe la même année. En novembre 2013, le groupe révèle le titre de son nouvel album, Bastard of the Blues.

## Discographie

### Albums studio
- 1979 : Breaking Loose
- 1982 : White Lace and Black Leather
- 1983 : No Rest for the Wicked
- 1984 : Walkin' the Razors Edge
- 1985 : Long Way to Heaven
- 1987 : Wild in the Streets
- 1990 : Back for Another Taste
- 1993 : It's a Business Doing Pleasure
- 2004 : Rockin' in My Outer Space
- 2006 : Get Up!
- 2007 : The Power of Rock and Roll
- 2008 : A Heavy Mental (Christmas)
- 2009 : Vagabond Bones
- 2014 : Bastard of the Blues
- 2019 : Old School

### Albums live
- 1985 : Live at the Marquee
- 1998 : Half Alive
- 2002 : Live! In Buffalo

### Compilations
- 1989 : Over 60 Minutes With...
- 1991 : The Early Years
- 1999 : B-Sides
- 1999 : Deep Cuts: The Best of Helix
- 2000 : Back 2 Back Hits (compilation avec le groupe Vixen)
- 2007 : Rockin' You for 30 Years

## Membres

### Membres actuels
- Brian Vollmer - chant (depuis 1974)
- Greg « Fritz » Hinz - batterie (1982–1996, depuis 2009-2024) (†)
- Daryl Gray - basse, clavier, piano (1984–2002, depuis 2009)
- Kaleb « Duckman » Duck - guitare (depuis 2009)
- Chris Julke - guitare (depuis 2014)

### Anciens membres
- batterie
- Bruce Arnold - (1974–1976)
- Brian Doerner - (1976–1980, 2005–2006)
- Leo Niebudek - (1980–1982)
- Glen "Archie" Gamble - (1997–2005)
- Brent "Ned" Niemi - (2007–2009)
- Rob MacEachern - (2009)

guitare
- Paul Hackman - (1976–1992; décédé en 1992)
- Greg "Shredder" Fraser - (1992–1996)
- Gary Borden - guitar (1996–1998, various shows)
- Mark Chichkan - guitar (1996–1999, various shows)
- Shaun Sanders - guitar (2002–2004)
- Jim Lawson - guitar (2004-August 2009)

clavier
- Don Simmons - (1974–1976)

Guitare
- Rick "Minstrel" Trembley - (1974)
- Ron Watson - (1974–1975)
- Brent "The Doctor" Doerner - (1975–1989, 1993, 2009–2012)
- Denny Balicky (Blake) - (1990–1991)
- Rick Mead - (1993–1999, various shows)
- Darren Smith - (2001–2002, various shows)
- Dan Fawcett - (2002–2004) (†)
- Rainer Wiechmann - (2004–2007)
- Rick VanDyk - (2007–2009)
- John Claus - (2009-2014)
- Gerry Finn - (1998–2002, various shows)
- Mike Hall - (1999–2002, various shows)

Basse
- Keith "Bert" Zurbrigg - (1974–1980)
- Mike Uzelac - (1980–1983)
- Peter Guy - (1983)
- Mark Rector -(1983)
- Paul Fonseca -  (2007–2009)
- Jeff "Stan" Fountain - (2002–2007)
- Sean Kelly - (2009)